# John Calhoon

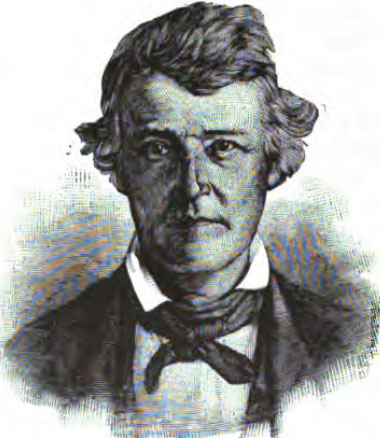
John Calhoon

John Calhoon (* 1797 im Henry County, Kentucky; † Oktober 1852 in Louisville, Kentucky) war ein US-amerikanischer Politiker. Zwischen 1835 und 1839 vertrat er den Bundesstaat Kentucky im US-Repräsentantenhaus.

## Werdegang
Das genaue Geburtsdatum und der genaue Geburtsort von John Calhoon sind nicht bekannt. Nach einem Jurastudium und seiner Zulassung als Rechtsanwalt begann er in diesem Beruf zu arbeiten. Gleichzeitig schlug er eine politische Laufbahn ein. In den Jahren 1820 bis 1821 sowie nochmals von 1829 bis 1830 war er Abgeordneter im Repräsentantenhaus von Kentucky. 1826 kandidierte er erfolglos für den Kongress. Nach dem Tod des Abgeordneten William Singleton Young wurde er bei der fälligen Nachwahl im elften Kongressdistrikt zu dessen Nachfolger gewählt. Da es aber dabei zu Unregelmäßigkeiten gekommen war, vereinbarte Calhoon mit seinem Gegenkandidaten Thomas Chilton, die Wahlen wiederholen zu lassen. Dabei siegte dann Chilton. Formell war Calhoon zwei Tage zwischen dem 5. und 7. November 1827 Kongressabgeordneter.
Calhoon war ein Gegner von Präsident Andrew Jackson und dessen Demokratischer Partei. In den 1830er Jahren wurde er Mitglied der Whig Party. Bei den Kongresswahlen des Jahres 1834 wurde er im sechsten Wahlbezirk von Kentucky in das US-Repräsentantenhaus in Washington, D.C. gewählt, wo er am 4. März 1835 die Nachfolge von Thomas Chilton antrat, der inzwischen ebenfalls in den sechsten Distrikt gewechselt war. Nach einer Wiederwahl im Jahr 1836 konnte er bis zum 3. März 1839 zwei Legislaturperioden im Kongress absolvieren.
Im Jahr 1838 verzichtete Calhoon auf eine erneute Kandidatur. 1839 zog er für drei Jahre nach St. Louis in Missouri, wo er als Anwalt praktizierte. Im Jahr 1842 kehrte er nach Kentucky zurück und wurde dort Richter im 14. Gerichtsbezirk. John Calhoon starb im Oktober 1852 in Louisville.